# Govert Flinckstraat 286
Het pand Govert Flinckstraat 286 hoek Eerste Sweelinckstraat 22 is een gebouw aan de kruising van de Govert Flinckstraat en Eerste Sweelinckstraat in De Pijp te Amsterdam-Zuid. 
Het gebouw is opgetrokken in de stijl van de neogotiek. Het is ontworpen door de Publieke Werken Amsterdam. Het diende origineel tot huisvesting van de school R, in de volksmond de Govert Flinckschool, een lagere school der tweede klasse (geen arme, maar ook geen rijke leerlingen). De Sweelinckschool die even verderop stond aan de Gerard Doustraat 220 trok in 1936 in het gebouw. Het stond ook nog even bekend als de Albert Cuypschool. Echter net als veel andere scholen in De Pijp sloot het haar deuren en moest het geschikt gemaakt worden voor andere doeleinden. In 2015 zit in het gebouw aan de Govert Flinckstraat een moskee gevestigd. In het gedeelte aan de Eerste Sweelinckstraat is gevestigd de zangschool van Babette Labeij, leverancier van artiesten voor onder meer The Voice of Holland en vanaf 2005 enige tijd leidster van het Kinderen voor Kinderenkoor.
Het gebouw is markant in de Govert Flinckstraat aanwezig. De andere uit die tijd stammende panden in die straat zijn in de breedte veel kleiner van omvang. In verband met de nauwte van de straat kon er niet hoger gebouwd worden, er moest voor gezorgd worden dat er voldoende daglicht de straat bereikte. Unieke gevelelementen ter plaatse zijn erkertorens, twee kleuren baksteen, wimperg en een gemetselde borstwering.   